# Mihai Ghica
Mihai Ghica, rumänsk furste av albansk härkomst, bror till Grigore IV Ghica och far till Helena Koltsova-Masalskaja.